# جون مورغان والدن
جون مورغان والدن (بالإنجليزية: John Morgan Walden)‏ هو قسيس أمريكي، ولد في 11 فبراير 1831، وتوفي في 21 يناير 1914.